# Stazione di Sardorella
La stazione di Sardorella è una stazione ferroviaria della ferrovia Genova-Casella, gestita dall'Azienda Mobilità e Trasporti di Genova (AMT). Si trova nel territorio comunale di Sant'Olcese, nella città metropolitana di Genova.
La stazione è situata a un'altitudine di 303,0 metri sul livello del mare.

## Storia
Nei pressi della stazione, il 17 gennaio 1974, si verificò un disastro ferroviario: una motrice deragliò in seguito a una frana, provocando una vittima. L'incidente diede una spinta propulsiva al rinnovamento della linea, accelerando il progetto di sostituzione delle rotaie originali da 27 kg/m con rotaie da 36 kg/m.

## Strutture e impianti
La stazione presenta un binario d'incrocio. Entrambi i binari sono serviti da marciapiedi.

## Movimento
La stazione è servita da tutti i treni regionali che percorrono la linea Genova-Casella. Come tutte le fermate intermedie della linea, si tratta di una fermata a richiesta.